# Мордовская Бектяшка
Мордовская Бектяшка — село Сенгилеевского района в составе Елаурского сельского поселения. 

## География
Находится на правом берегу речки Бектяшки на расстоянии примерно 21 км по прямой на юг от районного центра города Сенгилей.

## История
Село упоминается с 1767 года.    
При создании Симбирского наместничества в 1780 году, существовало два селения: село Бектяшки, пахотные солдат (стала Русская Бектяшка) и деревня Бектяшки (стала Мордовской Бектяшкой), экономических крестьян, которые входили в состав Сенгилеевского уезда.   
В 1859 году в ней было 68 дворов и 532 жителя, в 1910 году 152 двора и 798 жителей.    
В советский период работали колхозы "Красная Волга" и"Волга" .   
В 1956 году, в связи с созданием Куйбышевского водохранилища, село перенесено на новое место.   

## Население
Население составляло: на 1900 г. в дер. Мордовской Бектяшке (при ключе Метелей, в 2 вер.; н. м) в 108 двор. 338 м. и 332 ж.;  62 человека в 2002 году (мордва 79%), 27 по переписи 2010 года.
Местная мордва относится к мокшанам.